# Nadleśnictwo Choszczno
Nadleśnictwo Choszczno – nadleśnictwo podlegające pod Regionalną Dyrekcję Lasów Państwowych w Szczecinie położone jest w południowej części woj. zachodniopomorskiego w gminach: Choszczno, Dolice, Przelewice, Suchań, Recz.
W skład Nadleśnictwa wchodzi 8 leśnictw:
- Recz
- Sławęcin
- Bralęcin
- Dolice
- Mogilica
- Ziemomyśl
- Wężnik
- Płotno

oraz szkółka leśna
- Sułkowo

Nadleśnictwo Choszczno zostało utworzone 1 stycznia 1992 r., a w jego skład weszły ponadto grunty innych nadleśnictw (Dobrzany, Barlinek, Drawno i Bierzwnik) (w tym lasy niepaństwowe ok. 300 ha).
Powierzchnia gruntów będących w zasobie nadleśnictwa wynosi 14 554,68 ha z czego gruntów leśnych 13 404,35 ha (stan na 11 marca 2011). Lesistość w zasięgu terytorialnym nadleśnictwa wynosi 13,1% i jest to znacznie mniej niż średnia w województwie.
W okresie przedwojennym lasy te stanowiły własność prywatną dużych majątków ziemskich. Jedynie 15% ich powierzchni to dawne lasy państwowe. Teren Nadleśnictwa jest bardzo urozmaicony. Wzniesienia wahają się od 50 m n.p.m. w okolicy Żukowa do 110 m n.p.m. w okolicach Recza i Chłopowa.
Na terenie Nadleśnictwa znajduje się wiele interesujących miejsc:
- cmentarzysko kurhanowe
- grodziska słowiańskie
- parki podworskie
- pomniki przyrody
- 2 rezerwaty przyrody – „Dęby Sądowskie” i „Skalisty Jar Libberta”.